# Ikawa (Akita)
Ikawa (井川町, Ikawa-machi) est un bourg du district de Minamiakita, dans la préfecture d'Akita, au Japon. Il est situé au bord du lac Hachirō.

## Géographie

### Démographie
Au 1er juillet 2014, la population d'Ikawa s'élevait à 5 110 habitants répartis sur une superficie de 47,95 km2.